# Felice Damiani

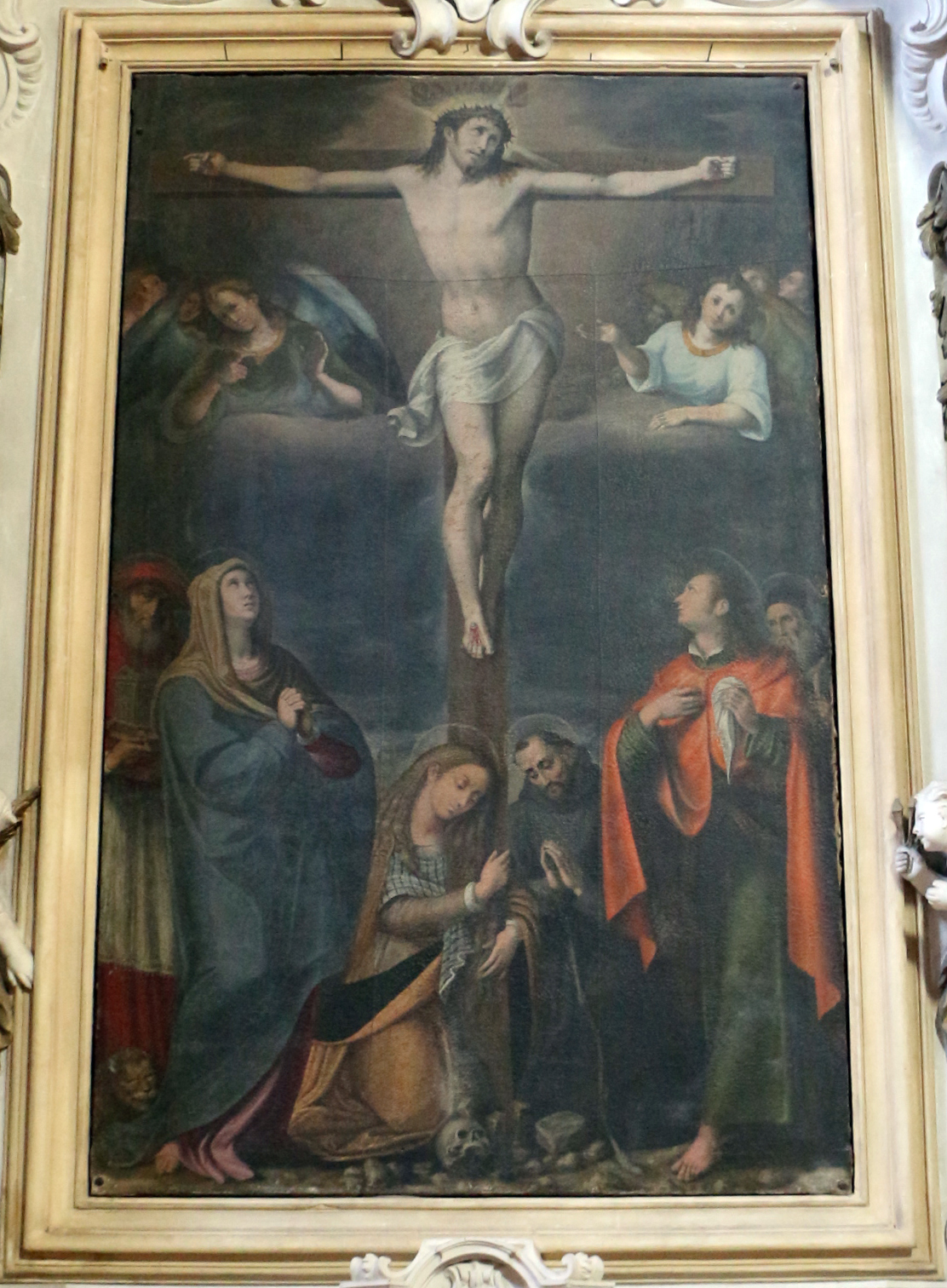
Crucifixión y santos, iglesia de Sant'Agostino, Gubbio.

Felice Damiani (Gubbio, 1560-1608) fue un pintor italiano activo principalmente en Umbría y las Marcas. Destacó como retratista y colorista.

## Obras
- La Virgen con el Niño y santos Santuario de Santa Maria delle Vergini, capilla Panici, Macerata.
- Adoración de los Magos, iglesia de Santa Maria dei Lumi, San Severino Marche.
- Adoración de los Magos (1603) iglesia de San Domenico, Gubbio.
- Frescos del techo y bóveda de la iglesia de Santa Maria dei Lumi, San Severino Marche.
- El bautismo de Cristo, basílica de San Ubaldo, Gubbio.